# Miguel Barbachano Ponce
Miguel Barbachano Ponce (Mérida, Yucatán, México, 12 de mayo de 1930-12 de mayo de 2020) fue un escritor, dramaturgo, guionista y crítico de cine mexicano. Fue pionero en escribir literatura homosexual y en rodar cine independiente y cortometrajes en México.

## Biografía
Nacido en Mérida el 12 de mayo de 1930. Era hermano del director, productor y guionista Manuel Barbachano Ponce, ambos bisnietos de Miguel Barbachano y Tarrazo, gobernador de Yucatán en cinco ocasiones.
Estudió en el Colegio Montejo de Mérida. A causa de su asma toda la familia se trasladó en 1938 a La Habana donde estudió en el colegio marista Champagnat, cambio que le produjo un trauma infantil. Un año después, en 1939, la familia regresó y se instaló en Ciudad de México a causa del asma de Barbachano. Ya en México realizó los estudios de secundaria y los preparatorios para ingresar en la Universidad Nacional Autónoma de México, en las facultades de Derecho y de Filosofía y Letras. Fue docente en la Facultad de Ciencias Políticas y Sociales entre 1971 y 2001 impartiendo la cátedra de Historia del Cine.
Como dramaturgo publicó El hacedor de dioses, su primera obra teatral, en 1954. La obra está basada en el cuento El diosero de Francisco de Rojas González. Cuatro después, en 1959, publicó Las lanzas rotas, basado en la Revolución de Cuba. Escribió una de las primeras novelas que abordan la homosexualidad sin censura, en México: El diario de José Toledo (1964). Publicó además una serie de cuentos.
De 1955 a 1974 fue director del noticiero cultural Cine Verdad, cuyo redactor fue José Emilio Pacheco; el noticiero se emitió en las salas cinematográficas de México entre en los años sesenta. Director de Tele-Revista, productor, de 1974 a 1982, del Canal 13, colaborador de Excélsior, La Jornada y Unomásuno. En el campo del cine promocionó desde 1955 hasta 2020 el rodaje de películas y cortometrajes.
Fue miembro del Sistema Nacional de Creadores de Arte (SNCA), y nombrado emérito del mismo en 1994.
Falleció en Mérida (Estado de Yucatán, México) el 12 de mayo de 2020, a los noventa años, a causa de un infarto.

## El diario de José Toledo
La obra literaria El diario de José Toledo, publicada en 1964, una de sus obras más importantes, ha sido analizada por diferentes investigadores procedentes de universales como la Charles de Gaulle-Lille 3. La novela está considera la primera de género literario homosexual publicada en México, un género que ya se había publicado en otros países europeos y estadounidenses. Antoine Rodríguez indicó sobre la obra de Barbachano:

La narrativa homosexual, en sociedades fuertemente machistas y homofóbicas, corre el riesgo de ser censurada y expone a los autores a una posible estigmatización social y profesional. Al publicar El diario de José Toledo, novela precursora en la novelística gay mexicana de los años 1960, Miguel Barbachano Ponce se halla confrontado a la imposible visibilidad social y literaria de las relaciones homosexuales. Construir su obra va a significar para él hacer posible esa visibilidad y legitimarla como temática literaria.
Antoine Rodríguez

## Publicaciones

### Cuento
- Utopía doméstica. México: Oasis, 1980, Lecturas del Milenio (1981).[3]

### Novela
- El diario de José Toledo. México: Imprenta Madero, primera edición,1964.[1]
- Los desterrados del limbo. México, D. F.: Joaquín Mortiz (Serie del Volador), 1971.[1]

### Dramaturgia
- Las lanzas rotas. México: Teatro Mexicano, 1959.[17]
- Los pájaros. México, D. F.: Era (Alacena), 1961.[18]

### Ensayo
- Críticas, Cineteca Nacional, (1968).
- El cine mundial en tiempos de guerra (1930-1945). Trillas (1991).[3]
- Cine mudo, Trillas (1994).
- Cine durante la Guerra Fría, Trillas. (1997).[19]

## Filmografía

### Director
- Se está volviendo gobierno (1992), cortometraje nominado al Premio Ariel en 1992.[17]
- Lola de mi vida (1965) (adaptación de un texto de Gabriel García Márquez)
- Amor amor amor (1965).[1]

### Guionista
- Lola de mi vida (1965).[17]
- Amor amor amor (1965).[20]